# Augusta de Waldeck-Pyrmont

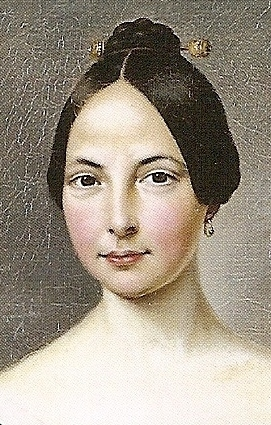
Prințesa Augusta de Waldeck-Pyrmont

Prințesa Augusta de Waldeck-Pyrmont (21 iulie 1824 – 4 septembrie 1893) a fost o nobilă germană. Ea a fost fiica cea mare al lui George al II-lea, Prinț de Waldeck și Pyrmont și a soției acestuia, Prințesa Emma de Anhalt-Bernburg-Schaumburg-Hoym. A fost mătușa reginei Emma de Waldeck și Pyrmont.
S-a căsătorit la 15 iunie 1848 ci contele Alfred de Stolberg-Stolberg. Ei au avut șapte copii:
- Wolfgang (1849-1903)
- Everhard (1851-1851)
- Walrad (1854-1906)
- Henry (1855-1935)
- Erica (1856-1926)
- Albert (1861-1903)
- Volkwin (1865-1935)